# ستيفان بوت
ستيفان بوت (بالصربية: Стефан Пот) مواليد 15 يوليو 1994 في بيه لينا، البوسنة والهرسك، هو لاعب كرة سلة صربي. بدأ مسيرته الاحترافية في سنة 2009. يحمل الرقم 33. لعب مع سي إس يو بلويشت ونادي بارتيزان لكرة السلة في الدوري الصربي لكرة السلة.

## روابط خارجية
- ستيفان بوت على موقع الاتحاد الدولي لكرة السلة (الإنجليزية)
- ستيفان بوت على موقع كرة السلة الأوروبية.كوم (الإنجليزية)
- ستيفان بوت على موقع ريلجم (الإنجليزية)
- ستيفان بوت على موقع بروبوليرز (الإنجليزية)
- ستيفان بوت على موقع سبورتس رفرنس (الإنجليزية)